# Aphanius splendens
Aphanius splendens е изчезнал вид лъчеперка от семейство Cyprinodontidae.

## Разпространение
Видът е бил ендемичен за езерото Гьолчук в Турция.